# Джордж Грей
Сър Джордж Едуард Грей (на английски: George Edward Grey) е английски военен и колониален деятел, губернатор на Южна Австралия, два пъти губернатор на Нова Зеландия, губернатор на Капската колония, 11-и премиер-министър на Нова Зеландия, писател, изследовател на Австралия.

## Ранни години (1812 – 1836)
Роден е на 14 април 1812 година в Лисабон, Португалия, единствен син на британски пехотен офицер, загинал 8 дни преди раждането му и майка ирландка. През 1826 постъпва в Кралския военен колеж и през 1829 получава първо офицерско звание. В началото на 1830 става младши лейтенант в 83-ти пехотен полк и същата година, заедно с полка си, е изпратен в Ирландия за потушаване на селските бунтове, като по време на пребиваването си там Грей искрено съчувства на бедните ирландски селяни. През 1833 Грей става лейтенант, а през 1836 завършва с отличие Кралската военна академия Сандхърст. През 1839 му е присвоено капитанско звание и преминава в запаса.

## Изследвания в Австралия (1837 – 1840)
През 1837 Грей възглавява крайно зле организирана експедиция в Северозападна Австралия, провеждането на която едва не коства живота на участниците в нея. През декември 1837 изследва залива Колиер (16°20′ ю. ш. 124°20′ и. д. / 16.333333° ю. ш. 124.333333° и. д.) и вторично открива вливащата се в него река Гленелг. След схватка с местните аборигени, в която Грей е ранен, експедицията без никакви резултати през април 1838 се завръща на остров Мавриций.
През септември 1838 Грей извършва две кратки пътешествия в Югозападна Австралия.
През 1839, в нова експедиция, на 25º ю.ш. открива река Гаскойн, вливаща се в залива Шарк (Западна Австралия), оттам продължава пеша на юг по брега и на 21 април достига Пърт, като по пътя открива реките Мърчисън (27º 30` ю.ш.), Гриноу (28º 40` ю.ш.) и Ъруин (29º ю.ш.) и хребета Виктория. Тази експедиция също е зле организирана и ако не е била помощта на местните аборигени, които доставят на участниците храна и вода, би завършила трагично.
Независимо от неудачно организираните си експедиции, изследванията на Грей имат комплексен характер, за което свидетелстват отчетите и докладите до британското правителство. В тях той се проявява не само като географ, геодезист и картограф, но и като наблюдателен етнограф, икономист и политик, качества които допринасят много за по-нататъшното му издигане като политическа фигура.

## Политическа кариера (1841 – 1894)

### Губернатор на Южна Австралия (1841 – 1845)
В периода 1841 – 1845 Грей е назначен за 3-ти губернатор на Южна Австралия. По време на управлението си успява да проведе реформи, които позволяват да се поправи финансово-икономическото състояние на колонията, внася порядък в усвояването и използването на природните ресурси и спомага за нормализирането на взаимоотношенията между колонистите и местното население.

### Губернатор на Нова Зеландия (1845 – 1853) и (1861 – 1868)
Грей два пъти заема длъжността губернатор на Нова Зеландия (1845 – 1853 и 1861 – 1868), като по време на неговото управление се усилва и разпространява европейската колонизация на Нова Зеландия.
По време на първия си мандат спомага за прекратяване на войната между колонистите и маорите за срок от десет години. Усъвършенства и узаконява закупуването на земя от преселниците и заплащането ѝ по пазарни цени на местното население. Организира и построява първите училища за ограмотяване и приобщаване на маорите към английската култура. Вторият мандат на Грей съвпада с предоставяното на Нова Зеландия самоуправление, което довежда до това, че губернаторът вече трябва да се съобразява с исканията на избрания парламент.
По време на първото и второто си управление Грей се ползва с уважение от страна на маорите и често пътешества съпроводен от вождовете им. Той настоява те да записват своите традиции, легенди и обичаи, които по късно стават основа за издадените от него книги.
През 1863 парламентът на Нова Зеландия, въпреки несъгласието на Грей, повиква на помощ британски войски в новата война с маорите. По-късно, през 1865 и 1866, Грей, без разрешението на парламента, заповядва извеждането на войските от Нова Зеландия и прекратяване на военните действия, което довежда до отстраняването на Грей от поста губернатор през февруари 1868.

### Губернатор на Капската колония (1854 – 1861)
В периода между двата си мандата като губернатор на Нова Зеландия Грей е губернатор на Капската колония в периода 1854 – 1861. Тук, както и в Нова Зеландия, Грей се опитва да поддържа добри отношения, както с колонистите, така и с местното население. Нееднократно е арбитър в споровете между тях, като много често взема страната на местните племена, подложени на гонения, преследване, отнемане на земята им и преселването им в неблагоприятни земеделски райони.
По време на мандата си Грей основава колеж в Блумфонтейн и гимназия в Порт Елизабет, като и двете училища съществуват и са кръстени на негово име. Когато Грей е отзован от поста губернатор на Капската колония неговата популярност е толкова голяма, че местното население му издига паметник, надписът на който гласи: „Губернаторът, който със своите високи качества на християнин, държавен деятел и джентълмен, заслужи любовта на всички съсловия и който със своята дълбока преданост към интересите на Южна Африка, със своето умело и справедливо управление, заслужи похвалите и признателността на всички поданици на Нейно Величество в тези нейни владения“.

### Член на парламента и премиер-министър на Нова Зеландия (1875 – 1894)
От декември 1875 до 13 октомври 1877 и от септември 1879 до 1887 Грей е член на парламента на Нова Зеландия, първия път като представител от окръг Окланд, а втория – от окръг Крайстчърч. В периода 13 октомври 1877 – септември 1879 Грей заема поста премиер-министър на Нова Зеландия, като неговото кратковременно управление се счита от историците като неудачно.
През 1890 поради влошеното си здраве Грей се оттегля от политиката и се отправя в Австралия, но през 1891 отново се връща в Нова Зеландия и отново се включва в надпреварата за депутат в парламента. Избран е в следващите два парламента 1891 – 1893 и 1893 – 1895.

## Последни години (1894 – 1898)
През 1894 Грей заминава за Англия и повече не се връща в Нова Зеландия. Умира 4 години по-късно на 19 септември 1898 година в Южен Кенсингтън, Лондон, на 86-годишна възраст.

## Памет
Неговото име носят:
- гимназия „Джордж Едуард Грей“ в град Порт Елизабет, РЮА;
- град Грейтаун (41°04′ ю. ш. 175°27′ и. д. / 41.066667° ю. ш. 175.45° и. д.) на Северния остров на Нова Зеландия;
- град Грейтаун (29°04′ ю. ш. 30°35′ и. д. / 29.066667° ю. ш. 30.583333° и. д.) в РЮА, провинция Квазулу-Натал;
- квартал „Грей Лин“ на град Окланд, Нова Зеландия;
- колеж „Джордж Едуард Грей“ в град Блумфонтейн, РЮА;
- река Грей (42°28′ ю. ш. 171°11′ и. д. / 42.466667° ю. ш. 171.183333° и. д.) на Южния остров на Нова Зеландия, вливаща се в Тасманово море;
- хребет Грей в югозападната част на щата Куинсланд, Австралия;
- улица „Грей стрийт“ в Мелбърн, Австралия;